# Liste der Bürgermeister von Delmenhorst
Die Bürgermeister von Delmenhorst sind erst seit 1423 belegt, obwohl die Stadt Delmenhorst bereits am 15. Juni 1371 das Stadtrecht verliehen bekam.

## 15. Jahrhundert
| Name                  | Zeit      | Bemerkungen                 |
| --------------------- | --------- | --------------------------- |
| Hinrik Wulleveuer     | 1423–1434 | auch: Hinrik de Wullenwever |
| Alueke de Meygere     | 1423      |                             |
| Hinrik Woldersn       | 1423      |                             |
| Berendt Alves         | 1434      |                             |
| Gottschalck Schomaker | 1434      | vorher Ratmann              |
| Gerdt Holcken         | 1483      |                             |

## 16. Jahrhundert
| Name                | Zeit           | Bemerkungen                                            |
| ------------------- | -------------- | ------------------------------------------------------ |
| Herman Lulleman     | 1504–1505      | vorher Ratmann                                         |
| Johann Telder       | 1505           |                                                        |
| Hinrick Meynhardes  | 1519           |                                                        |
| Diederich Grashorn  | 1527           |                                                        |
| Hinrick Vagedes     | 1527–1538      | auch: Vaegt, Vagdts                                    |
| Johann Remensnyder  | 1527–1565      | auch: Hensken Reymenschnider                           |
| Johann Kantz        | 1530–1531      | auch: Cantze                                           |
| Hinrik Grashorn     | 1534–1564      |                                                        |
| Cort Lulleman       | 1541           | vorher Ratmann                                         |
| Steneke Lulleman    | 1550–1575      | auch: Steenken, Steinke Lüllenham, Lolleman, Lullenham |
| Eilert Stöver       | 1565           |                                                        |
| Wilhelm von Gesseln | 1569–1593      | auch: Wilm Gehsel, Gestel, Gesselmann, vorher Ratmann  |
| Hinrich Bartscherer | 1570–1600      | auch: Bartscher, Bascher, vorher Ratmann               |
| Egbert von Langen   | 1584–1622/1623 |                                                        |

## 17. Jahrhundert
| Name                          | Zeit          | Bemerkungen                                               |
| ----------------------------- | ------------- | --------------------------------------------------------- |
| Arend Meisol                  | ca. 1600–1626 | auch: Maysoll, Meysahl, Meisoll                           |
| Gert Bärensvelt               | 1609–1632     | auch: Barnesfeld, Barnsfeldt, Barrenfelt                  |
| Hinrich Hesse                 | 1623–1625     | vorher Ratmann                                            |
| Johan Grashorn                | 1627–1643     | vorher Ratmann                                            |
| Arnold Schmidt oder von Eynem | 1627–1630     | auch: Arend Schmied oder von Einem, vorher Ratmann        |
| Heinrich Meysoll              | 1632–1664     | auch: Meysall, Meisall                                    |
| Theodorius Hayen              | 1632–1637     | auch: Hayn, Hoyer                                         |
| Johannes Bödeker              | 1638–1654     | auch: Bödker, Bodeker                                     |
| Anthon Grahshorn              | 1646–1654     | Jurist                                                    |
| Hermann Mestmacher            | 1654–1670     | auch: Harmen Mestemaker, Mestmaker, vorher Ratsverwandter |
| Bernhard Bödeker              | 1655–1666     | auch: Badeker, Boedker, vorher Ratsverwandter, Jurist     |
| Anthon Günther Griepenkerl    | 1665–1669     | vorher Ratsverwandter                                     |
| Heinrich Hegeler              | 1666/67–1679  | vorher Ratsverwandter                                     |
| Hinrich Mencken               | 1667–1674     | vorher Ratsverwandter                                     |
| Hermann Niemeyer              | 1670–1678     | auch: Harmen Neimeyer, Nymeier, Neumeyer                  |
| Diederich Osterloh            | 1674–1706     | vorher Ratsverwandter                                     |
| Hermann Homohr                | 1680–1702     | auch: Humor, Humohr                                       |

## 18. Jahrhundert
| Name                         | Zeit      | Bemerkungen                                            |
| ---------------------------- | --------- | ------------------------------------------------------ |
| Johann Friedrich Probst      | 1702–1707 | auch: Propst                                           |
| Gerd Meyer                   | 1706–1718 | vorher im Sechzehner-Gremium, dankte ab und starb 1724 |
| Heinke Steinfeld             | 1708–1724 | auch: Stenfeld, vorher Sechzehner und Ratsverwandter   |
| Johann Dietrich Conrad Bruns | 1719–1761 | vorher Ratsverwandter                                  |
| Johann Andreas Appun         | 1725–1735 | auch: Hapun                                            |
| Gerhard Voigt                | 1736–1769 | vorher Ratsverwandter                                  |
| Dietrich Martin Kläner       | 1761–1765 | vorher Ältermann und Ratsverwandter                    |
| Joachim Engel                | 1766–1792 | 1761 bis 1765 Vizebürgermeister                        |
| Heinke Dietrich Osterloh     | 1770–1780 | vorher Ältermann und Ratsverwandter                    |
|                              | 1792–1793 | unbesetzt                                              |
| Johann Groninger             | 1794–1811 | vorher Ältermann und Ratsverwandter                    |

## 19. Jahrhundert
| Name                                  | Zeit      | Bemerkungen |
| ------------------------------------- | --------- | --- |
| Hermann Liborius Alfken               | 1811      | französische Besetzung, Maire, vorher Ratsverwandter                                                                                        |
| Johann Friedrich Barnstedt            | 1812–1813 | französische Besetzung, Maire; Johann Hinrich Haake Maire adjoint (1811–1813) und Heinrich Dietrich Plate zweiter Maire adjoint (1812–1813) |
|                                       | 1814–1817 | unbesetzt, Wahrnehmung der Geschäfte durch einen Beamten                                                                                    |
| Johann Friedrich Barnstedt            | 1817–1826 | Kammerassessor |
| Johann Gottlieb August Goose          | 1826–1852 | später Amtmann in Falkenburg |
| Johann Christian Plaß                 | 1854–1857 | |
| Hermann Wilhelm Karl Lubach           | 1857–1882 | |
| Konrad Carl Friedrich Wilhelm Schütte | 1882–1890 | |
| Karl Friedrich Johannes Tappenbeck    | 1890–1894 | |
| Joseph Peter Alexander Münzebrock     | 1894–1898 | |
| Otto Georg Hermann Willms             | 1899–1901 | |

## 20. Jahrhundert
| Name                  | Zeit                               | Partei / Bemerkungen |
| --------------------- | ---------------------------------- | -------------------- |
| Erich Koch            | 1901–1909                          | parteilos-liberal    |
| Hermann Hadenfeldt    | 1909–1919                          | parteilos            |
| Rudolf Königer        | 1919–1933                          | parteilos            |
| Wilhelm Müller        | 1933–1937                          | NSDAP                |
| Hermann Maas          | 1937–1945                          | NSDAP                |
| Walter Kleine         | 12. Juni – 17. Oktober 1945        | parteilos            |
| Johann Schmidt        | 1945–1946                          | SPD                  |
| Wilhelm von der Heyde | 1946–1955                          | SPD                  |
| Anton Eickmeier       | 14. April 1955 – 10. Oktober 1955  | CDU                  |
| Hans Albers           | 1955–1956                          | CDU                  |
| Wilhelm von der Heyde | 1956–1968                          | SPD                  |
| Ernst Eckert          | 1968–1974                          | SPD                  |
| Harald Groth          | 1974–1976                          | SPD                  |
| Otto Jenzok           | 1976–1984                          | CDU                  |
| Walter Löwe           | 1984–1986                          | CDU                  |
| Erwin Pelka           | 20. August 1986 – 31. Oktober 1986 | CDU                  |
| Jürgen Thölke         | 1986–2001                          | SPD                  |

## 21. Jahrhundert
| Name                  | Zeit      | Partei / Bemerkungen           |
| --------------------- | --------- | ------------------------------ |
| Carsten Schwettmann   | 2001–2006 | CDU                            |
| Patrick de La Lanne   | 2006–2014 | bis 2013 SPD, danach parteilos |
| Axel Jahnz            | 2014–2021 | SPD                            |
| Enno Konukiewitz, Dr. | 2019      | SPD                            |
| Petra Gerlach         | seit 2021 | CDU                            |